# ねっこ
「ねっこ」は、日本のミクスチャー・ロックバンドKing Gnuの8作目の配信限定シングルで、2024年10月21日にAriola Japanよりデジタルリリースされた。日曜劇場『海に眠るダイヤモンド』の主題歌。

## 制作と背景
King Gnuの1年振りとなる新曲となった。セルフカバーを含めると、King Gnu初の五大ドームツアーの東京ドーム公演を収録した映像作品である『King Gnu Dome Tour THE GREATEST UNKNOWN at TOKYO DOME』に収録され、常田大希がSixTONESに提供した『MASCARA』のデジタルリリースから約2週間ぶりのリリースとなる。

## ミュージックビデオ
ミュージックビデオは、2024年11月24日の20:00にその一部と本編は近日公開予定だと公式Xで発表され、その1週間後の12月1日の20:00にYouTubeにてプレミア公開された。ビデオはカメレオン、硝子窓に繋がるストーリーで、二作品ともの主人公である二人が人形として登場しており、監督も二作品と同じOSRINが務めた。そのOSRINは次のようにコメントしている。
不思議なもので
自身を支えてくれる何かは
目の前から
見えなくなっても
聞こえなくなっても
細やかだけど頭の底に宿ってる気がしてます
そんな何かになって欲しい
と思いながら
みんなと作りました。
なお、ミュージックビデオの再生回数は、解禁から約4ヶ月で1500万回を突破している。